# Homalostethus obiensis
Homalostethus obiensis är en insektsart som först beskrevs av William Lucas Distant 1900.  Homalostethus obiensis ingår i släktet Homalostethus och familjen spottstritar. Inga underarter finns listade i Catalogue of Life.